# Mailspool
Формат запису повідомлень електронної пошти на диск в системах Unix, застосовується, зокрема, такими MTA як Postfix, Exim або Sendmail.
Електронні листи зберігаються в одному файлі, послідовно один за другим, і відокремлені один від одного порожнім рядком. Нові листи додаються в кінець цього файлу. У більшості систем Linux поштові скриньки користувачів зберігаються в каталозі /var/mail або /var/spool/mail, де кожен користувач має свій власний файл з таким же ім'ям, як його ім'я користувача, наприклад /var/spool/mail/jankowalski.
Також в розмовній мові зустрічається термін «пошта, що зберігається в VSM», де абревіатура VSM описує шлях до каталогу з файлами пошти.